# ウジェーヌ・ジロー
ウジェーヌ・ジロー（Pierre François Eugène Giraud、1806年8月9日 - 1881年12月29日）はフランスの画家、イラストレーターである。

## 略歴
パリで生まれた。早くから絵の才能を示し、絵をルイ・エルサン（1777-1860）、版画を Joseph Richomme (1785-1849)に学んだ。1821年からパリ国立高等美術学校に入学し、1826年に版画部門のローマ賞を受賞したが、版画の仕事はあまりしなかった。パリのサロンには1831年に風景画と肖像画、素描を出展し、その後も出展を続け1833年のサロンでは3等のメダルを受賞した。
マドリードでフランス王族アントワーヌ・ドルレアンとスペイン王女ルイサ・フェルナンダの結婚が行われる1846年にスペインに旅した。1846年7月から友人のアドルフ・デバロル（Adolphe Desbarrolles: 1801–1886）とスペインに旅し、10月にマドリードで文学者のアレクサンドル・デュマ父子や画家のルイ・ブーランジェ、小説家のオーギュスト・マケ（Auguste Maquet）らの旅に合流し、11月から1847年1月初めまで、北アフリカのチュニスまで旅した。この旅の記録はデュマの『パリからカディスまで（De Paris à Cadix）』（1847年）などに残されていてジローもその挿絵を描いた。ウジェーヌ・ジローはさらにエジプトまで旅し、スペイン、北アフリカの旅で蓄えたスケッチをもとにオリエンタリズムの画家として活動した。
パリのサロンに1880年まで作品を出展し、1863年に2等のメダルを受賞した。1851年にレジオンドヌール勲章（シュバリエ）を受勲し、1866年にレジオンドヌール勲章（オフィシエ）を受勲した。
弟のセバスティアン・シャルル・ジロー（Sébastien Charles Giraud: 1819-1892）や息子のヴィクトル・ジロー（Victor Giraud: 1840-1871）や版画家のアドルフ・ピエール・リフォー（Adolphe Pierre Riffaut: 1821-1859）を弟子にした。
1881年にパリで亡くなった。

## 作品

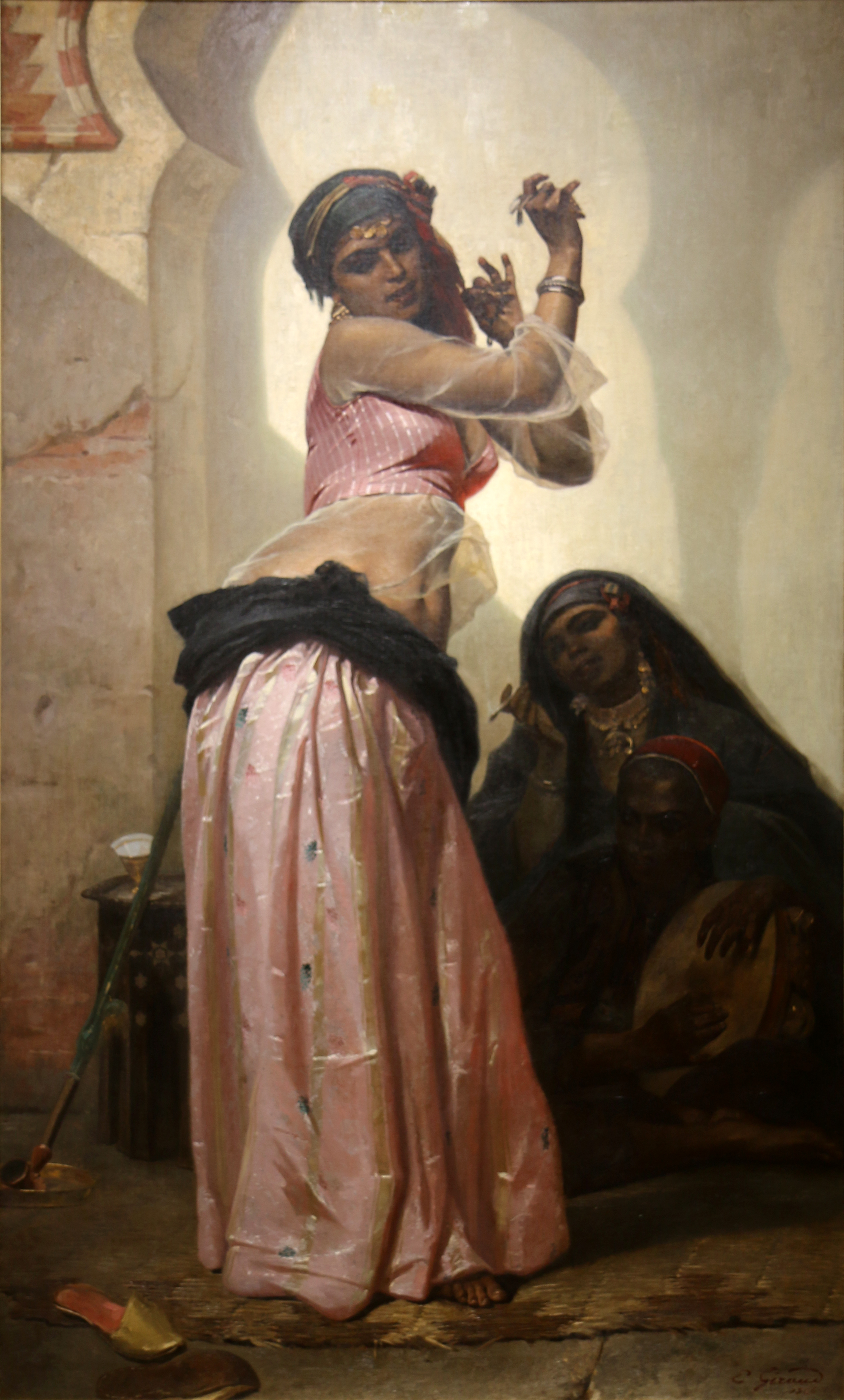
カイロの踊り子 (1866) トゥーロン美術館
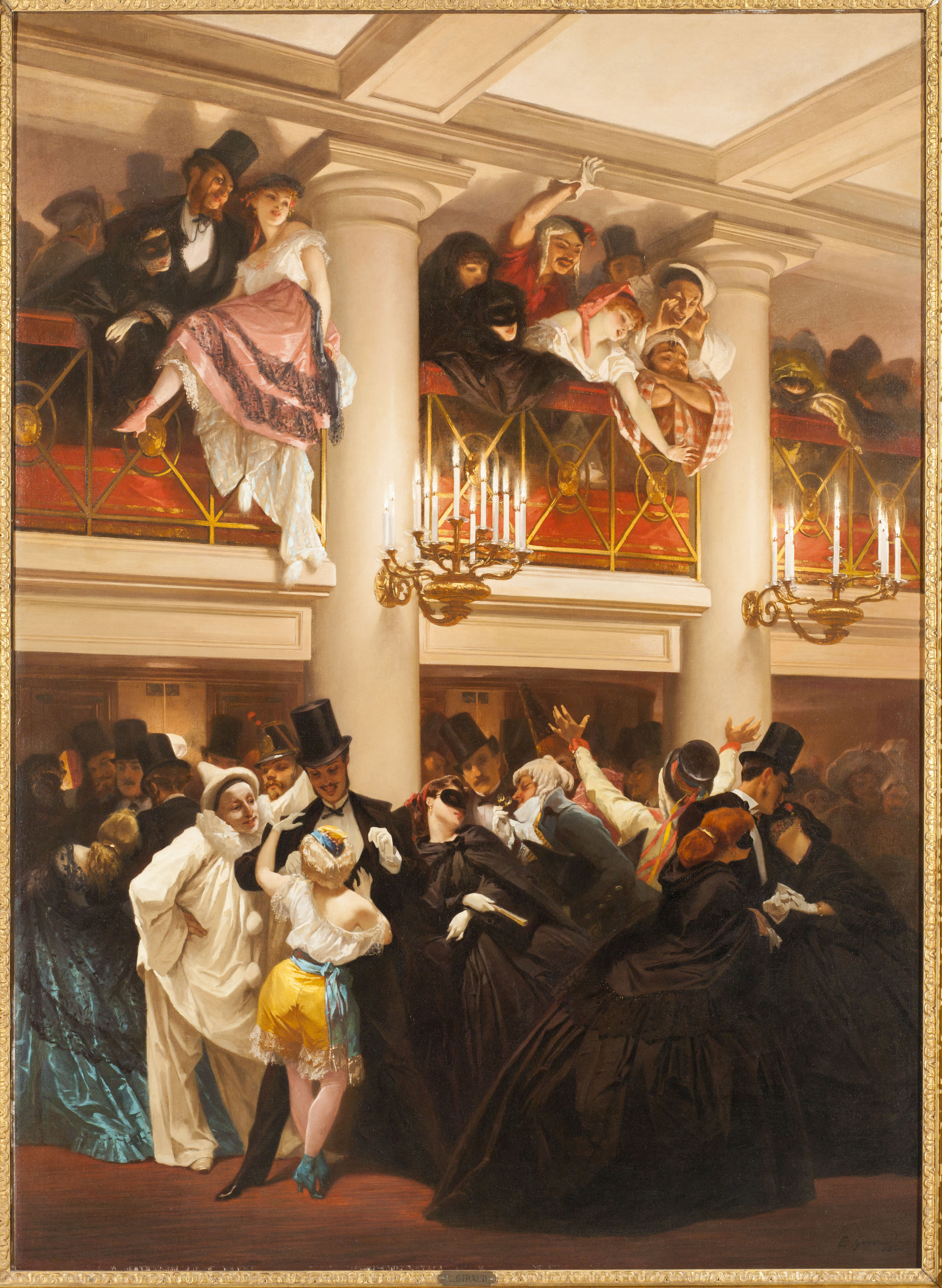
オペラ座の舞踏会
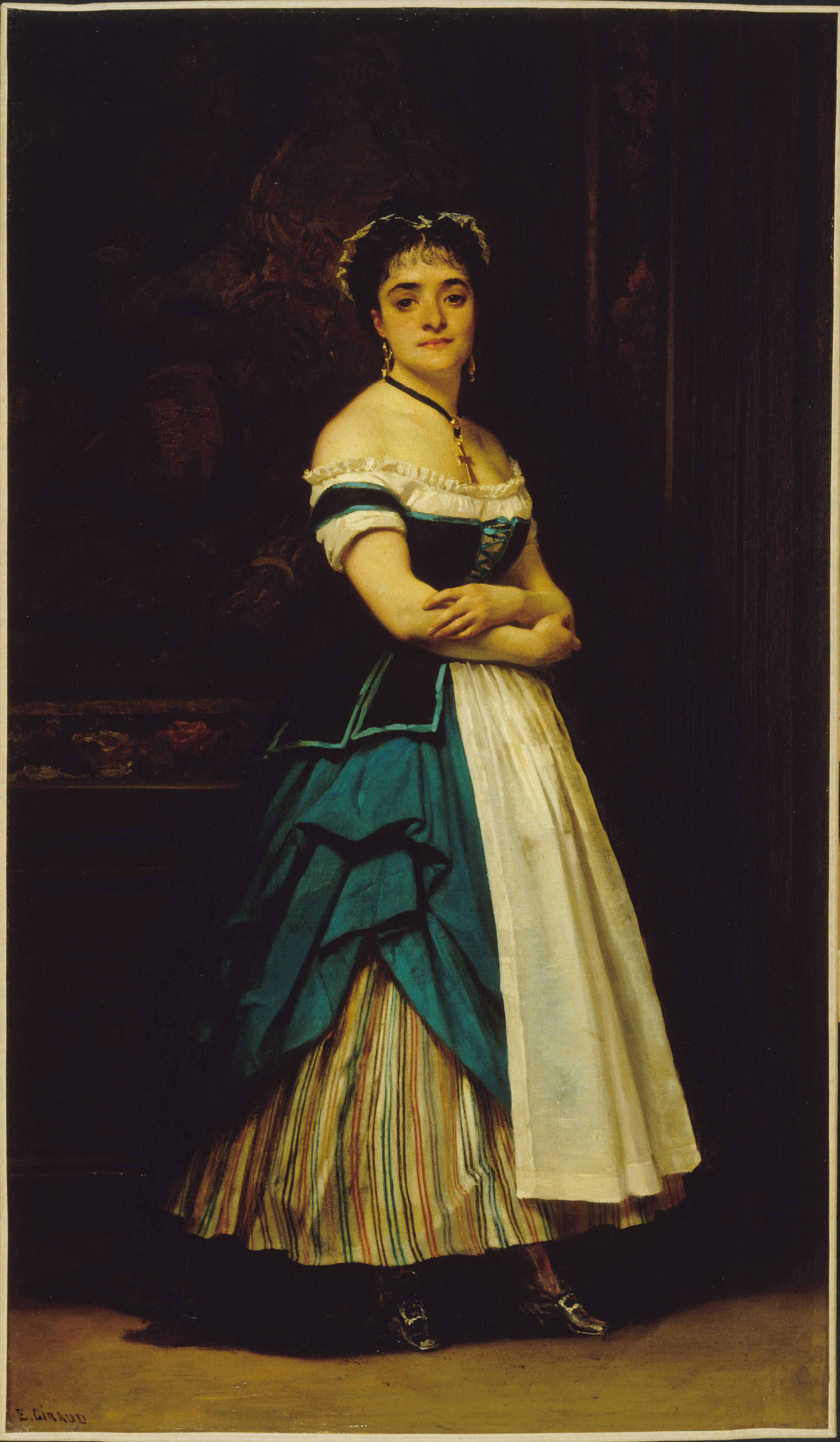
メイド服を着た女優 Dinah Félix
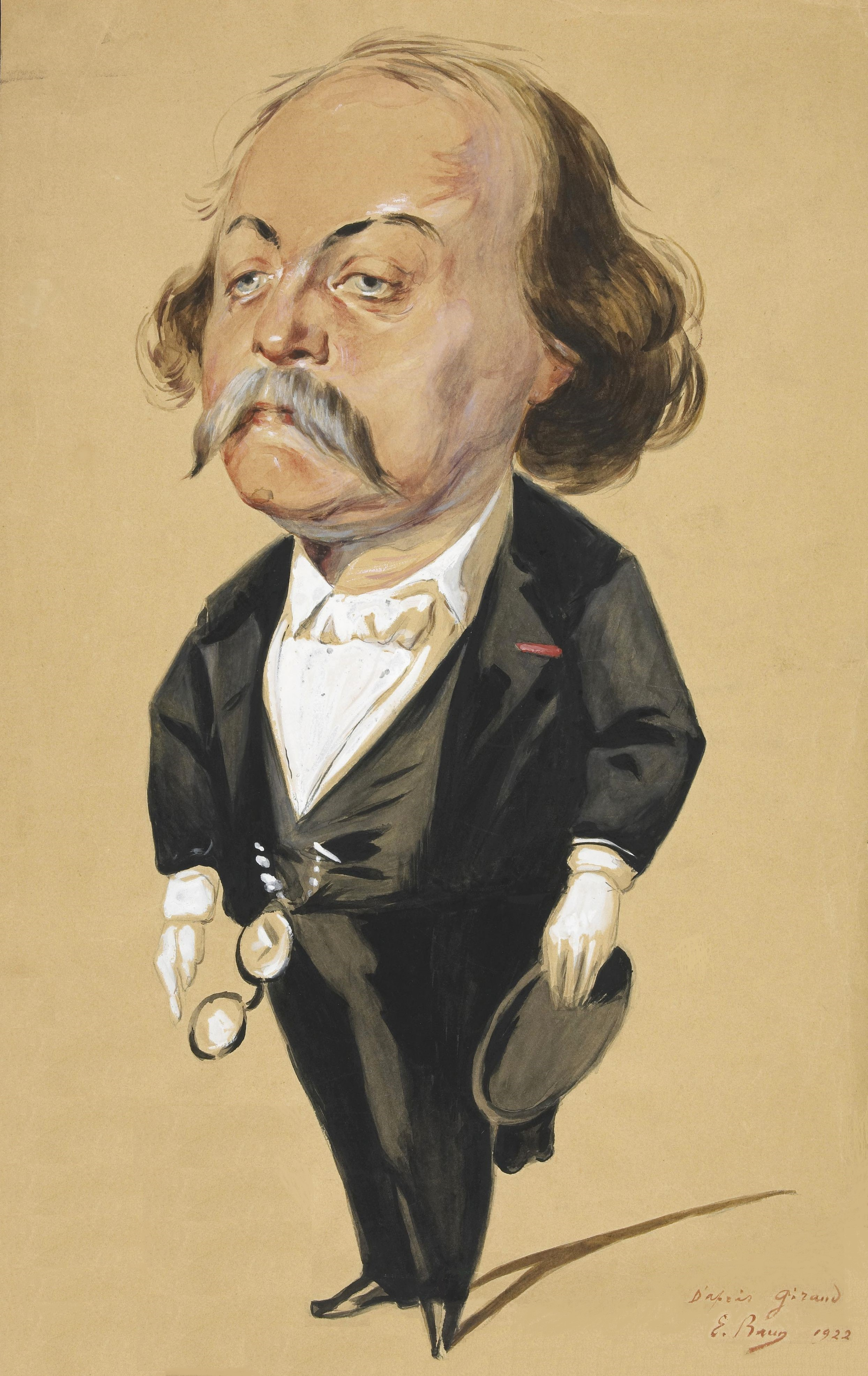
ギュスターヴ・フローベールのカリカチュア (1922)

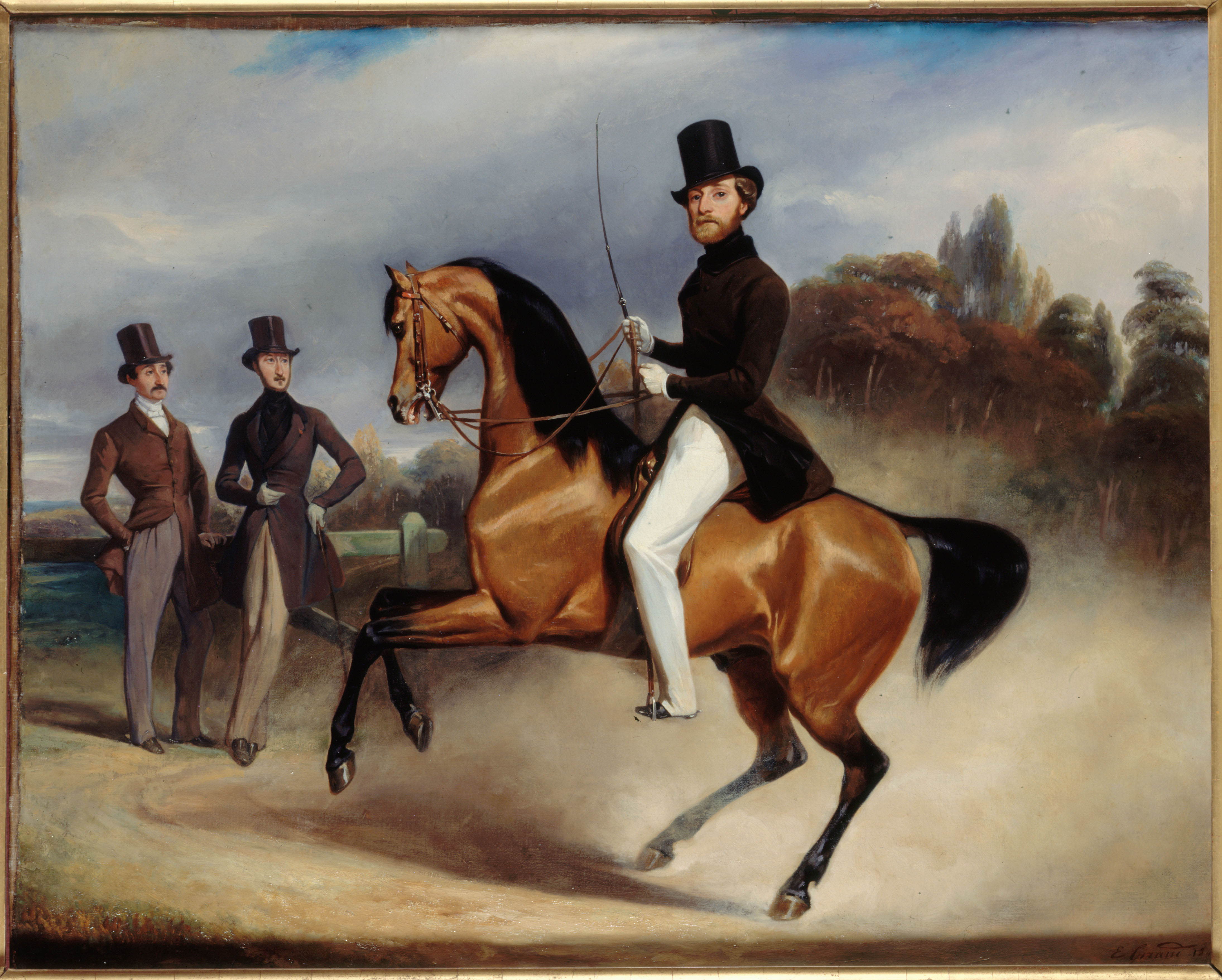
Lancosme-Brèves伯爵 (1840) Musée de la Vie romantique
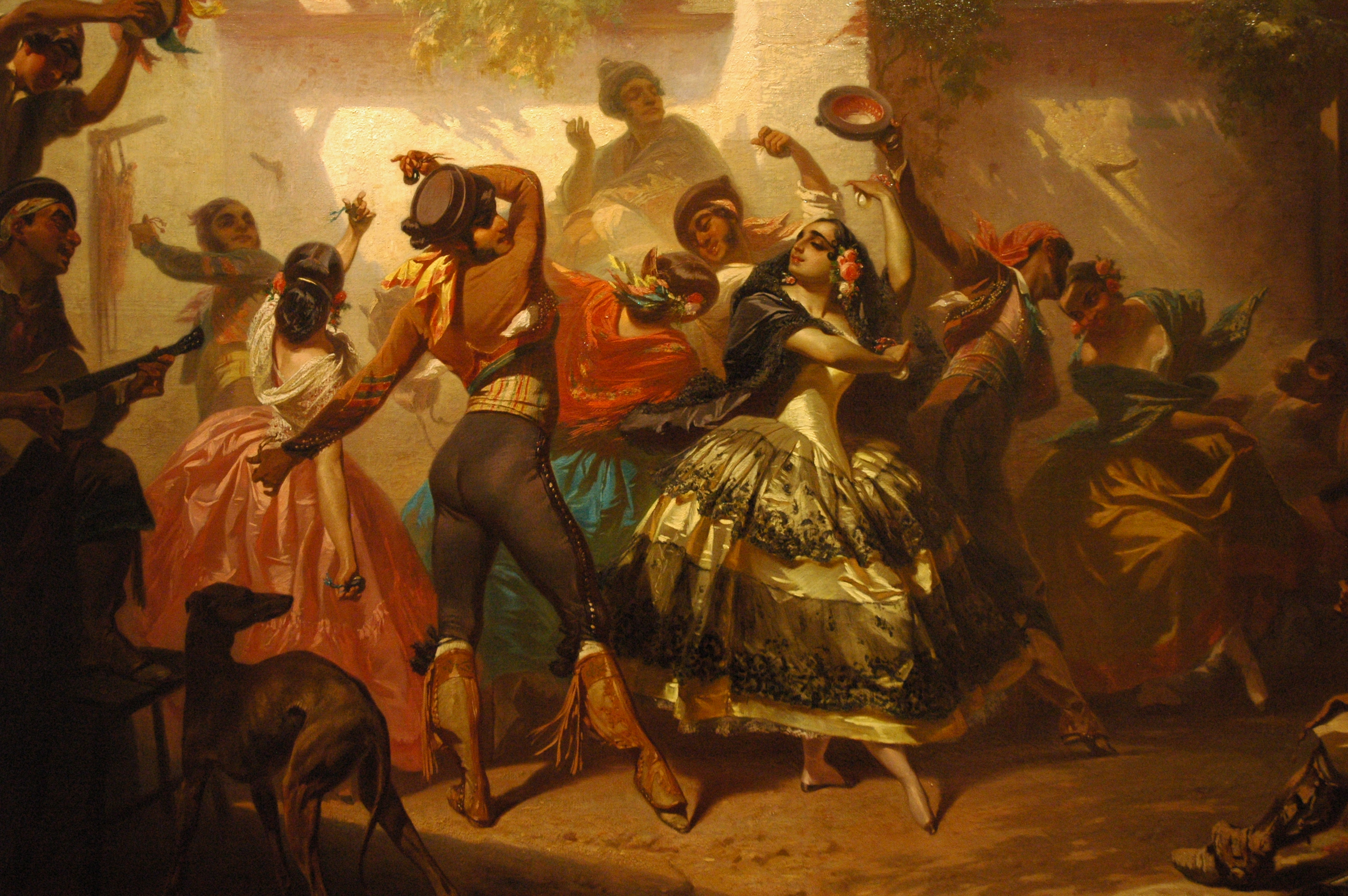
グレナダの旅籠でのダンス (1852) ゴヤ美術館
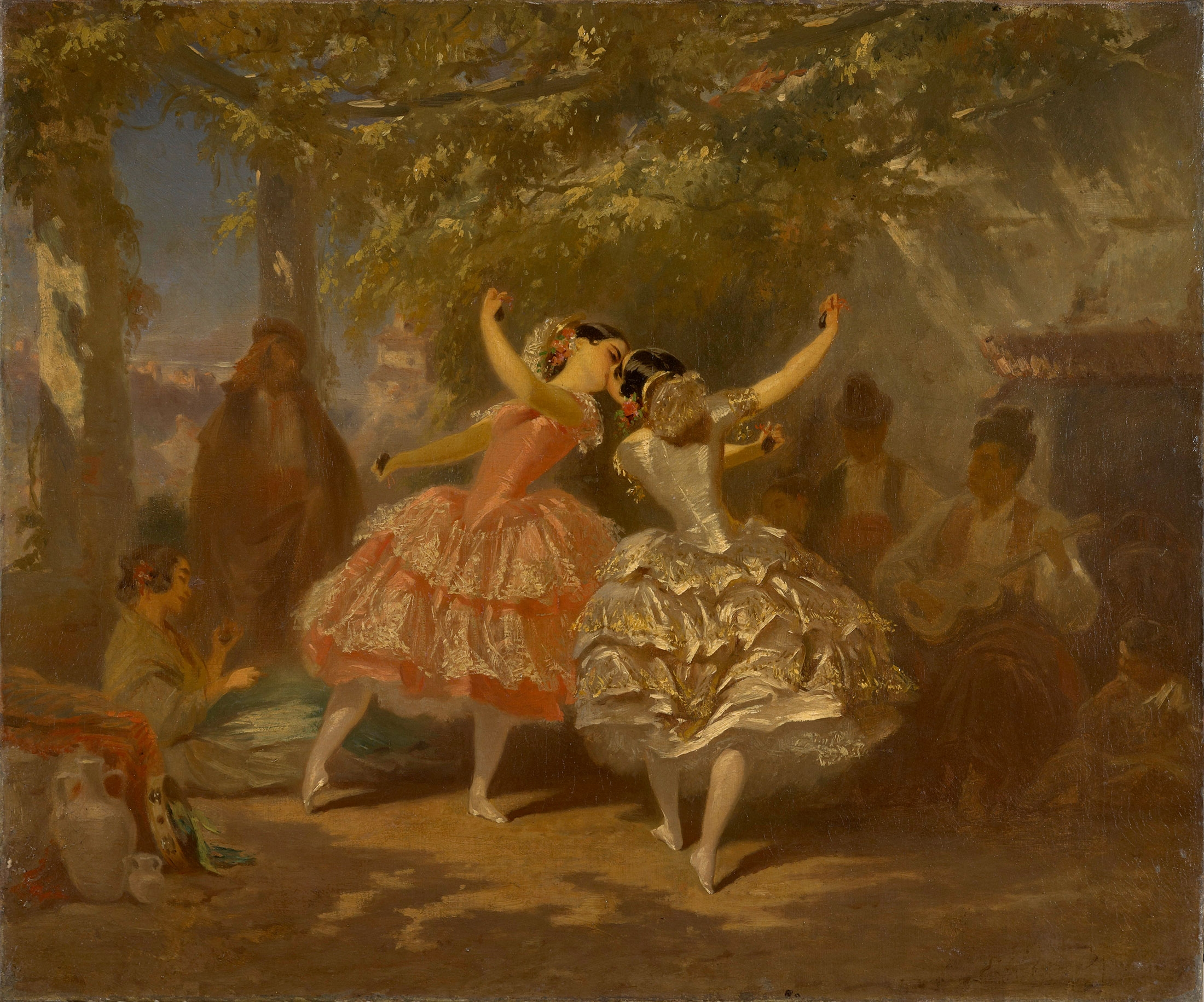
踊るスペイン人 (1853) エカテリンブルク美術館